# Łuk tęczowy

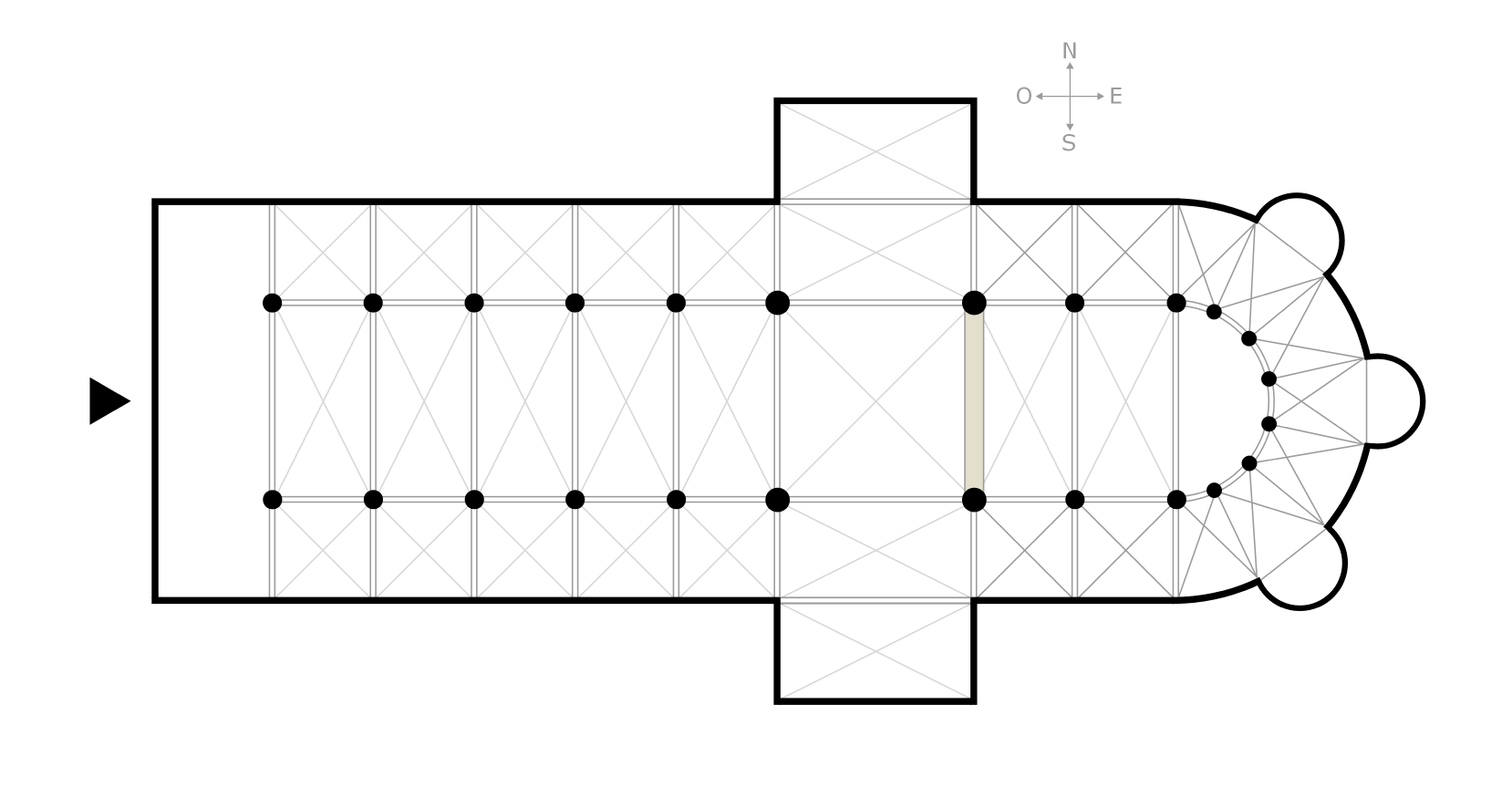
Umiejscowienie łuku tęczowego

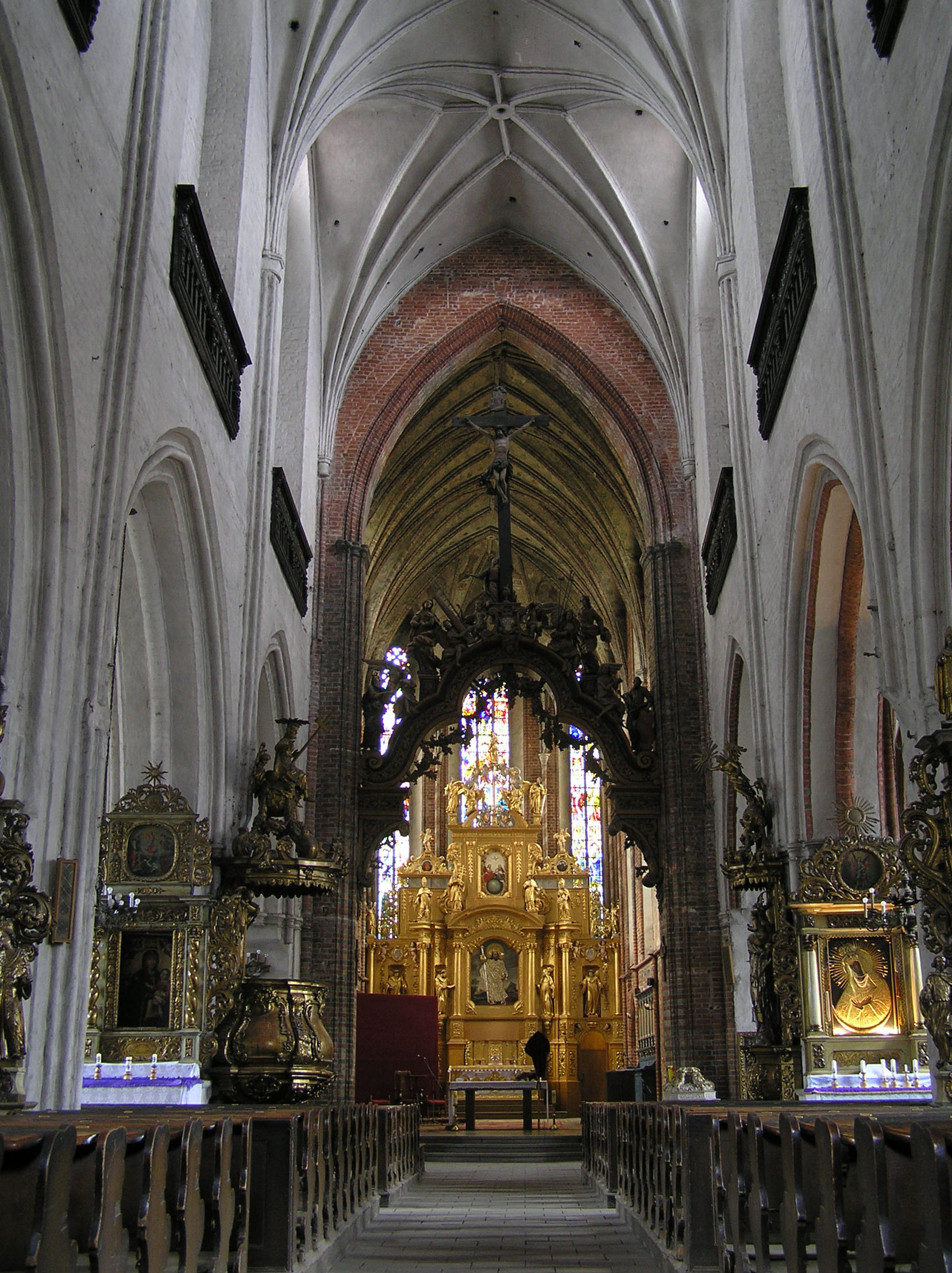
Łuk tęczowy w kościele św. Jakuba w Toruniu

Łuk tęczowy (ang. chancel arch) – łuk zamykający od góry otwór tęczowy w ścianie oddzielającej nawę kościoła od prezbiterium. Wyróżniony jest przez bogate ozdobienie, zmianę w materiale lub w kolorze.